# Генрих XI Легницкий
Генрих XI Легницкий (пол. Henryk XI legnicki, нем. Heinrich XI von Liegnitz; 23 февраля 1539, Легница — 3 марта 1588, Краков) — князь Легницкий (1551—1556, 1559—1576, 1580—1581).

## Молодость
Представитель легницкой линии Силезских Пястов. Родился 23 февраля 1539 года в замке Легница, старший сын князя Фридриха III Легницкого (1520—1570) и Екатерины Мекленбург-Шверинской (1518—1581), дочери Генриха V, герцога Мекленбург-Шверинского. В молодости Генрих был свидетелем, как его отец в 1551 году по решению германского императора Карла V Габсбурга был отстранён от власти. Решение императора было продиктовано нелояльным поведением князя Фридриха III Легницкого, который присоединился к антигабсбургской коалиции протестантских князей империи, и поддерживал короля Франции Генриха II, давнего врага Габсбургов. 12-летний Генрих XI, старший сын Фридриха III, был объявлен новым легницким князем. Регентами Легницкого княжества были назначены императорский наместник Силезии и епископ вроцлавский Бальтазар фон Промниц и князь Георг II Бжегский (младший брат Фридриха III). При дворе своего дяди Генрих XI провёл несколько лет, изучая науки. После отречения императора Карла V Габсбурга от власти в 1556 году Фридрих III был восстановлен в звании князя Легницского, принеся обещание в послушании и верности новому императору Фердинанду I Габсбургу.

## Князь Легницкий
27 октября 1559 года по решению германского императора Фердинанда I Габсбурга Фридрих III Легницкий был вторично отстранён от власти в своём княжестве. Его старший сын Генрих XI вновь был возведён на легницкий княжеский престол. Его отец Фридрих III был заключён под домашний арест, в котором он провёл одиннадцать лет, вплоть до своей смерти 15 декабря 1570 года.
Генрих XI унаследовал от своего отца княжество, чьи финансы находились в ужасном состоянии. В правление князя Фридриха III Легницкое княжество имел долги в размере 80 тысяч талеров. Генрих XI вместо того, чтобы постепенно выплачивать отцовские долги, превзошёл в расточительности отца, оставив к концу своего правления долги, достигавшие 700 тысяч талеров.
Князь Легницкий пытался получить средства для погашения своих возрастающих долгов. В 1567 году Генрих XI предложил в обмен на 120 тысяч талеров отказаться от так называемого Глогувского привилея, который давал право занимать поместье умершего вассала, не имевшего детей. Однако эта идея не была принята. 24 декабря 1571 года на съезде станов Легницкого княжества Генрих XI пытался убедить своих вассалов погасить княжеские долги, принеся в залог собственные земли и имущество. Станы княжества отказались поддержать планы князя. Тогда Генрих XI пленил представителей станов и держал их в плену до тех пор, пока они не подписали согласие на выплату налога в размере почти 66 тысяч талеров. После обретения свободы представители станов княжества отправили обращение к германскому императору Максимилиану II жалобу на своего князя. Император назначил специальную комиссию для расследования этого дела.

## Путешествие в Священную Римскую империю
В марте 1575 года князь Генрих XI Легницкий, желая успокоить ситуацию в княжестве и отдохнуть от тягот правления, отправился в путешествие по империи. Во время его отсутствия Легницким княжеством управлял его младший брат Фридрих IV, который уже в декабре 1571 года стал соправителем своего старшего брата Генриха XI, однако всё время оставался под его опекой. Во время трёхлетней экспедиции Генрих XI Легницкий посетил, в частности: Прагу (где 22 сентября 1575 года принимал участие в коронации Рудольфа II Габсбурга в качестве короля Чехии), Вормс, Регенсбург, Аугсбург, Гейдельберг, Майнц, Шпейер, Ингольштадт, вновь Прагу, Цешин, Нюрнберг, Страсбург, Франкфурт-на-Майне, Кёльн и Лейпциг. За это время Генрих XI Легницкий гостил при дворах многочисленных немецких князей.
Находясь в Рейнском Пфальце, Генрих XI Легницкий поступил на службу к принцу Людовику I Конде, который вербовал отряды гугенотов для борьбы с новым католическим королём Франции (и бывшим королём Польши) Генрихом III Валуа. На полученные от Конде деньги князь Легницкий собрал около 9 000 наёмников. Князь во главе 4-тысячного отряда протестантов отправился в Лотарингию, но в скором времени вынужден был отказаться от службы на принца Конде. Император Священной Римской империи Максимилиан II Габсбург, сюзерен Легницкого княжества, узнав о участии князя Генриха Легницкого в боях во Франции, приказал ему отказаться от службы. Однако князь Легницкий отказался подчиняться императорскому указу и продолжил служить принцу Конде, который платил ему постоянное жалование. В мае 1576 года после заключения мира в Болье, завершившего Пятую религиозную войну, закончилась службы князя Генриха XI на французского принца. Не получая уже военного вознаграждения, он вскоре потерял все средства к существованию. Князь Легницкий наделал большое количество долгов. Генрих XI долго жил на полученные кредиты, пока все потенциальные кредиторы не поняли, что они не могут рассчитывать на возврат одолженных ему денег. Весной 1577 года князь решил вернуться в своё княжество. В общей сложности, трёхлетняя поездка князя Генриха XI по Священной Римской империи стоила 32 тысячи талеров.

## Возвращение в Легницу
В то время как князь Генрих XI Легницкий сражался на стороне гугенотов во Франции, его младший брат Фридрих IV решил воспользоваться этим моментом, чтобы освободиться из-под опеки старшего брата. Он обратился к своему сюзерену, императору Священной Римской империи Максимилиану II с просьбой произвести раздел отцовского княжества. Специальные уполномоченные на основании императорского указа от 13 марта 1576 года в следующем месяце, 17 апреля 1576 года, признали Фридриха IV князем Легницким. Фридрих IV обязался обеспечить семью старшего брата Генриха XI, которая оставалась в Силезии, всем необходимым, в том числе денежными средствами и продуктами питания. Одновременно на 29 сентября 1577 года был назначен срок раздела Легницкого княжества между двумя братьями. Однако, этого не произошло, потому что император Максимилиан II Габсбург скончался 12 октября 1576 года, новый император Рудольф II пытался повторно рассмотреть дело.
Фридрих IV, стремившийся погасить долги своих старшего брата и отца, имел репутацию расчётливого и экономного правителя. Этот стиль правления не понравился знати княжества, привыкшей к расточительности предыдущих князей. 9 ноября 1577 года Генрих XI, вернувшийся из своей поездки по Германии, с энтузиазмом был встречен своими подданными. Перед Генрихом XI открылась возможность вернуть себе власть в Легнице, тем более, что годом ранее скончался неодобрительно к нему настроенный император Максимилиан II. Новым императором стал его старший сын Рудольф II Габсбург, на коронации которого в качестве короля Чехии Генрих XI присутствовал в 1575 году.
Тем не мене, не в силах дождаться решения затянувшего спора о отцовском наследстве, Генрих XI занял замок в Гродзеце, откуда стал нападать на окрестных деревни, торговцев и владения своего брата. Несмотря на попытки посредничать, эта ситуация длилась несколько месяцев, пока Фридрих IV, наконец, выиграл битву и стал единоличным правителем Легницы. Князь Генрих XI сдал замок Гродзец и 16 ноября 1578 года отправился в новую поездку по Германии, посетив Галле, Берлин и Росток.
В это время его жена София Бранденбург-Ансбахская настоятельно добивалась при дворе императора Рудольфа II Габсбурга разрешения на возвращение мужа. 5 октября 1580 года император Рудольф II отменил указ от 17 апреля 1576 года и разрешил князю Генриху XI Легницкому вернуться в свою столицу. Однако он вынужден был разделить власть в княжестве со своим младшим братом Фридрихом IV. Генрих XI избрал своей резиденцией Легницу, а Фридрих вынужден был выехать из столицы в Хойнув. 28 октября 1580 года состоялся торжественный въезд Генриха XI в Легницу.
Князь Генрих XI Легницкий продолжить своё неуважительное поведение в отношении своего сюзерена. Через несколько месяцев после своего восстановления на княжеском престоле в Легнице Генрих XI отказался принести ленную присягу на верность императору, а также не участвовал в сеймах Силезии. Это привело к карательной вооружённой экспедиции на Легницу, которую 7 июня 1581 года возглавил императорский наместник Силезии и епископ вроцлавский Мартин Герстманн. Участники похода не смогли взять город врасплох, потому что Генрих XI заранее собрал в Легнице оружие и провиант из других городов. После переговоров князь Генрих XI Легницкий согласился принести ленную присягу перед Карлом II Подебрадовичем, князем Зембицким, а также предстать перед императором в Праге в июле 1581 года.
Князь Легницкий прибыл в Прагу 9 июля 1581 года. Однако ему пришлось ждать несколько месяцев аудиенции у императора Рудольфа II. Наказание в отношении него было суровое: Генрих XI был арестован и лишён власти над Легницей, которую вновь передали Фридриху IV, который (как и в первый раз) был обязан позаботиться о семье старшего брата Генриха XI, выплачивая ей сумму в размере 30 талеров в неделю. Первый год плена князь Генрих XI провёл в Пражском Граде, затем три года во Вроцлаве, а весной 1585 года он был перевезён в Свидницу. Оттуда 30 сентября 1585 года, подкупив охранников, князь бежал. В погоню за ним были отправлены силы нового епископа вроцлавского Андреаса Йерина и князя Георга II Бжегского. Но они не смогли его догнать. После четырёхдневного перехода по лесам Генрих XI бежал в Польшу, где оставался до конца своей жизни.

## Пребывание в Польше
Генрих XI имел очень хорошие контакты с Польшей. Его дед, князь Фридрих II Легницкий, вначале женился на Эльжбете Ягеллонке, а затем на Софии Бранденбург-Ансбах-Кульмбахской (дочери Софии Ягеллонке), а брат Фридриха II, князь Георг I Бжегский, взял в жены Анну Померанскую, дочь Анны Ягеллонки и другую внучку польского короля Казимира IV. Сигизмунд II Август покровительствовал князю Фридриху III Легницкому, отцу Генриха XI. В 1569 году по приглашению Сигизмунда Ягеллона князь Легницкий участвовал в сейме в Люблине, на котором была заключена Люблинская уния. По дороге на сейм князь погостил у ряда польских магнатов, среди которых он снискал себе друзей. На встрече с Сигизмундом II Августом в Люблине Генрих Легницкий подарил польскому королю два льва и драгоценные камни. Поездка в Польшу принесла князю Легницкому несомненное великолепие, но также стоила 24 000 талеров и вызвала недовольство императорского двора.
В январе 1575 года Генрих XI участвовал в Познани в похоронах епископа познанского Адама Конарского, с младшим братом которого, Яном, он имел дружеские отношения. Летом того же года он прибыл в Краков, пытаясь заручиться поддержкой своей кандидатуры на польский королевский престол.
После побега Генриха XI в Польшу император Рудольф II Габсбург и князь Георг II Бжегский безуспешно пытались убедить польского короля Стефана Батория выдать беглеца. После посещения имения маршалка великого коронного Анджея Опалинского Генрих XI отправился в путешествие по стране своих предков, посетив Крушвицу, Лович и Варшаву. Затем он отправился в Гродно, где находился три недели при дворе Стефана Батория. После завершения своей поездки Генрих XI отправился в Кенигсберг, где посетил своего родственника, герцога Альбрехта Фридриха Прусского.
Во время королевских выборов в 1586 году Генрих Легницкий поддержал кандидатуру шведского принца Сигизмунда Вазы. Он даже в качестве личного посланника королевы Польши Анны Ягеллонки ездил в Стокгольм, чтобы гарантировать её поддержку Сигизмунду Вазе. В скором времени Генриху удалось установить дружеские отношения с избранным королём Речи Посполитой, который обещал ему предпринять все дипломатические усилия, чтобы добиться его восстановления на княжеском престоле в Легнице. 9 декабря 1587 года Генрих XI участвовал в коронации Сигизмунда III Вазы в качестве короля Польши.

## Смерть
Генрих XI внезапно скончался 3 марта 1588 года в Кракове. Вероятно, он был отравлен по приказу Габсбургов. Много проблем доставили похороны князя, который до конца жизни оставался лютеранином. Сигизмунд III Ваза обратился к его дочери и младшему брату с просьбой забрать тело и похоронить его в Легнице. Однако эти планы были нарушены возражением императора Рудольфа II, который отказался дать разрешение на захоронение мятежного князя на территории своих владений. Временно гроб князя был помещён у францисканцев в Кракове, которые в обмен на принятие тела протестанта потребовали оплаты и заверений, что тело князя Легницкого вскоре будет у них забрано. Ввиду отказа семьи князя забрать тело покойного через несколько месяцев гроб был выставлен прямо на улицу. В конце концов, благодаря усилиям его семьи и многих силезцев, 9 ноября 1588 года гроб с телом князя был помещён в часовне Костёла Посещения Пресвятой Девы Марии в Кракове.

## Брак и потомство
11 ноября 1560 года в замке Легница Генрих XI женился на Софии Бранденбург-Ансбахской (23 марта 1535 — 22 февраля 1587), дочери маркграфа Георга Бранденбург-Ансбахского и князя Крновского (1484—1543) и Эмилии Саксонской (1516—1591). Их отношения не были идеальными. Между супругами часто происходили споры и ссоры (нередко на глазах всего двора), чаще всего из-за склонности князя к общению с другими женщинами. София Бранденбург-Ансбахская скончалась 12 февраля 1587 года. В браке супруги имели четырёх дочерей и двух сыновей:
- Катарина София (7 августа 1561 — 10 мая 1608), жена с 24 февраля 1587 года Фридриха, пфальцграфа Цвейбрюккен-Фоэнштраусского (1557—1597)
- Анна Мария (3 января 1563 — 28 февраля 1620)
- Эмилия (26 декабря 1563 — 9 ноября 1618)
- сын (род. и ум. до 16 января 1565)
- Георг Фридрих (11 сентября 1565 — 14 ноября 1565)
- Сабина Барбара (8 января 1571 — 14 декабря 1571).